# Francis Maitland Balfour
Francis (Frank) Maitland Balfour, cunoscut și ca F. M. Balfour, (n. 10 noiembrie 1851 – d. 19 iulie 1882) a fost un biolog britanic.
A fost considerat de colegii săi ca fiind unul dintre cei mai mari specialiști din acea epocă și un adevărat succesor al lui Charles Darwin.
A fost fratele mai mic al politicianului Arthur Balfour (care a fost premier între 1902 și 1905).
Studiile sale au vizat cu precădere morfologia animalelor.
A scris un mare tratat, intitulat Comparative Embryology și alcătuit din două volume, primul dedicat nevertebratelor (apărut în 1880) și al doilea referitor la vertebrate (apărut un an mai târziu).
Este considerat unul dintre fondatorii embriologiei.
A predat această disciplină la Universitatea Cambridge, unde i-a avut ca studenți pe: Henry Fairfield Osborn, George Parker Bidder și Walter Frank Raphael Weldon.
În ceea ce privește taxonomia animală, în 1880 a prezentat propunerea ca animalele care, în timpul evoluției individuale dezvoltă chorda dorsalis, să fie încadrate la încrengătura Cordate.
Și-a pierdut viața prematur, în urma unei ascensiuni pe Mont Blanc.
1. 1 2  Francis Maitland Balfour, Encyclopædia Britannica Online, accesat în 9 octombrie 2017
2. 1 2 3  Autoritatea BnF, accesat în 10 octombrie 2015
3. 1 2  Francis Maitland Balfour, SNAC, accesat în 9 octombrie 2017
4. 1 2  Marie Johanna Gräfin Schenk von Stauffenberg, The Peerage
5. 1 2  Francis Maitland Balfour, Store norske leksikon
6. ↑  Бальфур Фрэнсис Мейтленд, Marea Enciclopedie Sovietică (1969–1978)[*]
7. ↑   https://www.zoo.cam.ac.uk/alumni/biographies-of-zoologists/francis-maitland-balfour Lipsește sau este vid: |title= (ajutor)
8. 1 2  The Peerage
9. 1 2 3 4 5 6 7 8  Kindred Britain
10. ↑  Czech National Authority Database, accesat în 1 martie 2022